# Колакі-Струмене
Колакі-Струмене (пол. Kołaki-Strumienie) — село в Польщі, у гміні Малий Плоцьк Кольненського повіту Підляського воєводства.
Населення — 204 особи (2011).
У 1975-1998 роках село належало до Ломжинського воєводства.

## Демографія
Демографічна структура станом на 31 березня 2011 року:
|          | Загалом | Допрацездатний вік | Працездатний вік | Постпрацездатний вік |
| -------- | ------- | ------------------ | ---------------- | -------------------- |
| Чоловіки | 115     | 28                 | 69               | 18                   |
| Жінки    | 89      | 15                 | 55               | 19                   |
| Разом    | 204     | 43                 | 124              | 37                   |